# Henry M. Paulson
Henry "Hank" Merritt Paulson Jr. (Palm Beach, Florida, 28. ožujka 1946.-) je američki poslovni čovjek, predsjednik i generalni direktor velike investicijske banke Goldman Sachs. 
30. svibnja 2006. predsjednik SAD George W. Bush ga je nominirao da služi kao ministar financija, nakon ostavke Johna Snowa. 
Paulson je diplomirao na Harvardu, a od godine 1972. je služio u administraciji predsjednika Richarda Nixona. Godine 1974. se priključio Goldman Sachsu, a njegov generalni direktor postao 1998.
Henry Paulson je oženjen i ima odraslog sina i kći. Pored bankarstva se bavi radom na zaštiti okoline, a u slobodno vrijeme svira rock glazbu.